# Pride Bushido 5
Pride Bushido 5 foi um evento de artes marciais mistas (MMA) promovido pelo Pride Fighting Championships, ocorrido em 14 de outubro de 2004 no Osaka Castle Hall em Osaka. O evento contou com lutadores do Japão vs. lutadores do mundo todo, como a maioria das lutas foram entre Japoneses contra oponentes internacionais.

## Ligações Externas
- Site Oficial do Pride
- Sherdog event results